# Kourwéogo
Le Kourwéogo est une des 47 provinces du Burkina Faso, située dans la région de Oubri.

## Géographie

### Démographie
- En 1996, la province comptait 117 996 habitants (74,30 hab./km2) recensés[2].
- En 2003, la province comptait 136 407 habitants (85,90 hab./km2) estimés[3].
- En 2006, la province comptait 138 217 habitants (87,04 hab./km2) recensés[4].
- En 2011, la province comptait 154 611 habitants (97,36 hab./km2) estimés.
- En 2019, la province comptait 181 202 habitants (114,11 hab./km2) recensés[1].

### Principales localités
Ne sont listées ici que les localités de la province ayant atteint au moins 4 000 habitants dans les derniers recensements (ou estimations de source officielles). Les données détaillées par ville, secteur ou village du dernier recensement général de 2019 ne sont pas encore publiées par l'INSD (en dehors des données préliminaires par département).
| Ville ou village | Coordonnées                 | Altitude | Population  | Population |
| Ville ou village | Coordonnées                 | Altitude | 2006        |            |
| ---------------- | --------------------------- | -------- | ----------- | ---------- |
| Boussé           | 12° 39′ 41″ N, 1° 53′ 43″ O | m        | 15 868 hab. |            |
| Sandogo          | 12° 21′ 36″ N, 1° 58′ 32″ O | m        | 6 612 hab.  |            |
| Laye             | 12° 31′ 56″ N, 1° 46′ 42″ O | m        | 5 487 hab.  |            |
| Sao              | 12° 37′ 48″ N, 1° 48′ 23″ O | m        | 5 410 hab.  |            |
| Sourgoubila      | 12° 24′ 54″ N, 1° 48′ 35″ O | m        | 4 944 hab.  |            |
| Toéghin          | 12° 48′ 58″ N, 1° 43′ 39″ O | m        | 3 999 hab.  |            |

## Administration

### Chef-lieu et haut-commissariat
Boussé est le chef-lieu de la province, administrativement dirigée par un haut-commissaire, nommé par le gouvernement et placé sous l'autorité du gouverneur de la région. Le haut-commissaire coordonne l'administration locale des préfets nommés dans chacun des départements.
| Période | Période  | Identité | Fonction précédente | Observation |
| ------- | -------- | -------- | ------------------- | ----------- |
|         | En cours |          |                     |             |

| Période | Période  | Identité | Fonction précédente | Observation |
| ------- | -------- | -------- | ------------------- | ----------- |
|         | En cours |          |                     |             |

### Départements ou communes

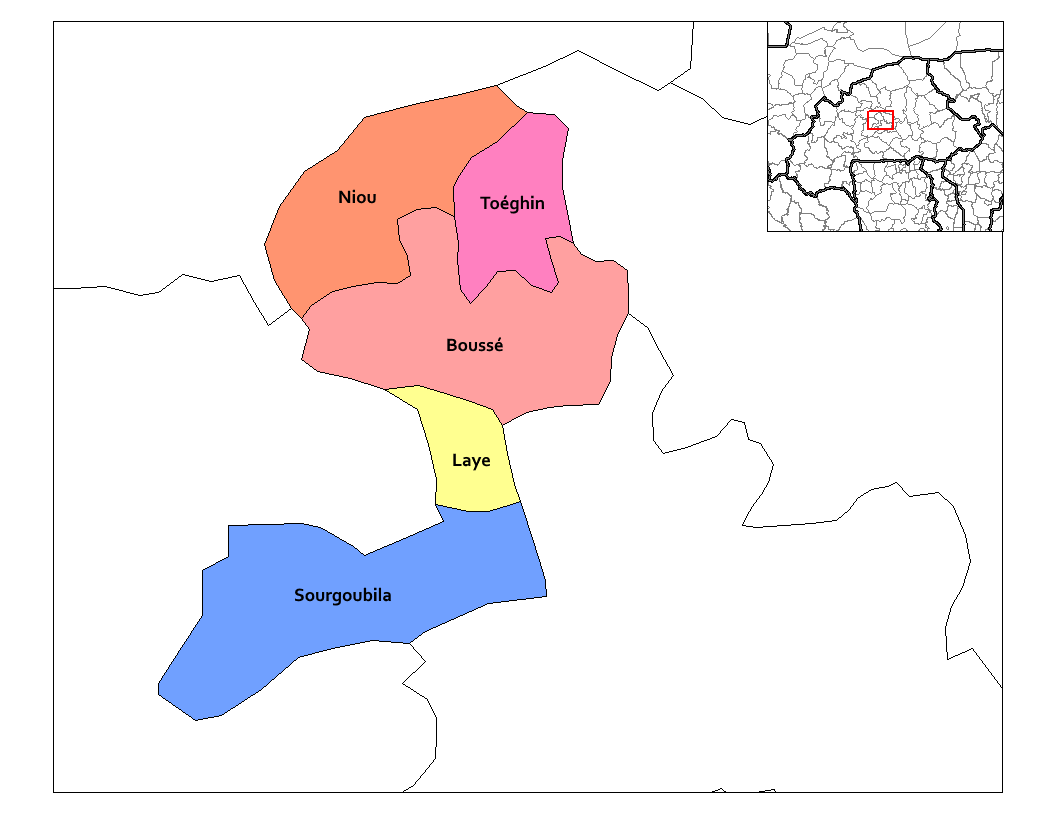
Carte des cinq départements ou communes de la province du Kourwéogo, formant également le district sanitaire de Boussé.

La province du Kourwéogo est administrativement composée de cinq départements ou communes.
Quatre sont des communes rurales, Boussé est une commune urbaine dont la ville chef-lieu, subdivisée en cinq secteurs urbains, est également chef-lieu de la province :
| Département ou commune     | Type de commune            | Subdivisions,                       | Chef-lieu                         | Population | Population | Population |
| Département ou commune     | Type de commune            | Subdivisions,                       | Chef-lieu                         | Est. 2003  | Rec. 2006  | Rec. 2019  |
| -------------------------- | -------------------------- | ----------------------------------- | --------------------------------- | ---------- | ---------- | ---------- |
| Boussé                     | urbaine                    | 1 ville (5 secteurs) et 16 villages | Boussé (chef-lieu de la province) | 41 013     | 43 352     | 58 641     |
| Laye                       | rurale                     | 10 villages                         | Laye                              | 11 915     | 12 323     | 16 624     |
| Niou (ou Natenga)          | rurale                     | 21 villages                         | Natenga (ou Niou)                 | 26 977     | 26 998     | 35 159     |
| Sourgoubila                | rurale                     | 18 villages                         | Sourgoubila                       | 39 226     | 39 044     | 48 640     |
| Toéghin                    | rurale                     | 18 villages                         | Toéghin                           | 17 276     | 16 500     | 22 138     |
| 5 départements ou communes | 5 départements ou communes | 1 ville (5 secteurs) et 83 villages | Total                             | 136 407    | 138 217    | 181 202    |

## Santé et éducation
Les cinq départements ou communes de la province forment le district sanitaire de Boussé.